# Garypus saxicola
Garypus saxicola är en spindeldjursart som beskrevs av Waterhouse 1878. Garypus saxicola ingår i släktet Garypus och familjen gammelekklokrypare.

## Underarter
Arten delas in i följande underarter:
- G. s. salvagensis
- G. s. saxicola